# Ràdio Montecarlo
Ràdio Montecarlo (RMC), és una ràdio generalista amb vocació nacional amb seu en París, l'àrea de la qual de radiodifusió és França i Mònaco.
L'emissora va ser fundada l'1 de juliol de 1943 en Montecarlo i durant sis dècades va ser la ràdio nacional del Principat de Mònaco, si bé l'accionista majoritari era l'estat francès a través de SOFIRAD. En estar assentada al principat, es va convertir en una de les «ràdios perifèriques» que va poder sortejar el monopoli de la radiodifusió pública francesa, primer amb cobertura en la Costa Blava i des de 1974 en tot el territori gal gràcies a un potent emissor. Després d'aconseguir les seves majors cotes de popularitat en la dècada de 1980, la legalització de les ràdios privades va motivar un descens d'oïdors i el SOFIRAD, cada vegada amb majors problemes econòmics, va posar a la venda la seva participació el 1998.
A la fi del 2000, el grup NextRadioTV va adquirir la pràctica totalitat de RMC, mentre que Mònaco es va quedar una participació testimonial, i va traslladar la seu a la capital francesa. El 22 de gener de 2001 es va estrenar una nova programació basada en tres pilars: informació, talk-shows i esports. Gràcies a les retransmissions esportives i a una major interactivitat amb els oïdors, RMC va augmentar la seva popularitat entre el públic. Actualment és la ràdio líder entre els majors de 50 anys i la quarta emissora amb més audiència de França per darrere de RTL, France Inter i Europe 1.
Per RMC han passat alguns dels presentadors més coneguts de la ràdio francesa com Zappy Max, Jean-Pierre Foucault, Francis Blanche, Pierre Lescure, Patrick Sébastien i Jean-Claude Bourret.
Ràdio Montexarlo va ser un dels fundadors de la Unió Europea de Radiodifusió el 1950. L'actual RMC continua formant part d'aquesta organització gràcies a l'acció minoritària del Principat de Mònaco, que inclou a l'emissora dins del Groupement de Radiodiffusion monégasque.